# 日本のサッカー
日本のサッカー（にほんのサッカー）では、日本国内におけるサッカー（ア式蹴球）について記述する。

## 概要
日本ではサッカーという名称で呼ばれ、漢字では蹴球という文字が当てられる。
日本にサッカーが伝来した1900年代初頭から1940年代にかけては、Footballをカタカナにしたフートボール、Association Footballをカタカナにしたアッソシエーションフットボール、Associationをカタカナにしたアソシエーション など様々な呼び方が行われた。
蹴球という漢字の当て方もこの頃から存在した。蹴球という漢字は、蹴鞠からヒントを得ているが、実際サッカーが日本にもたらされた当初は、このスポーツは西洋人が行う蹴鞠の一種であるとみなされていた。更に「蹴球」という言葉が使われだした当初は「蹴球」と「蹴鞠」の使用が未分化であった。これは概念として「蹴球」と「蹴鞠」が未分化であった事を示している。「蹴球」という概念が「蹴鞠」別個に成立するのは、日本人が本格的にサッカーの受容を始めるのを待たねばならず、「蹴球」という呼び方が、完全に「蹴鞠」と分かれて確立するのもこれに沿っている。また、この蹴球とアッソシエーションフットボールを併せて「ア式蹴球」という呼び方もなされた。原語の「Soccer」は1960年代頃から使われ始めた。「Association」の「soc」 に「er」を 加えたもので、その造語法はかつてのイングランドの学生たちのスラングによく見られたものであり、1889年頃、「Rugger (Rugby footballの略称)」 の対語としてオックスフォード大学の学生たちが使い始めたものである。これ以外にもソッカーという読みの例も存在する。
蹴球という言葉は戦後すぐの1946年に「蹴」の文字が当用漢字外となったことからマスメディアで使用できなくなった。当時はアメリカの占領下にあったが、アメリカでは一般的に「フットボール」とは「アメリカンフットボール」を指し、アソシエーション・フットボールは「サッカー」と呼称されていたこともあり、日本でも「サッカー」名称が使用されるようになった。
「サッカー」が一般化する前に創設したクラブではラグビーとの区別のため様々な名称が使われており、慶應義塾におけるサッカー部の名称は「ソッカー部」であるが、これは先に創部した「蹴球部（ラグビー部）」との区別のためあえて命名された。このほかにも早稲田、東京大学、一橋大学は「ア式蹴球部」である。ちなみに早大ラグビー部の正式名称は「ラグビー蹴球部」である。

## シーズン
| 1920年代 | 1920年 | 1921年 | 1922年 | 1923年 | 1924年 | 1925年 | 1926年 | 1927年 | 1928年 | 1929年 |
| 1930年代 | 1930年 | 1931年 | 1932年 | 1933年 | 1934年 | 1935年 | 1936年 | 1937年 | 1938年 | 1939年 |
| 1940年代 | 1940年 | 1941年 | 1942年 | 1943年 | 1944年 | 1945年 | 1946年 | 1947年 | 1948年 | 1949年 |
| 1950年代 | 1950年 | 1951年 | 1952年 | 1953年 | 1954年 | 1955年 | 1956年 | 1957年 | 1958年 | 1959年 |
| 1960年代 | 1960年 | 1961年 | 1962年 | 1963年 | 1964年 | 1965年 | 1966年 | 1967年 | 1968年 | 1969年 |
| 1970年代 | 1970年 | 1971年 | 1972年 | 1973年 | 1974年 | 1975年 | 1976年 | 1977年 | 1978年 | 1979年 |
| 1980年代 | 1930年 | 1931年 | 1932年 | 1933年 | 1934年 | 1935年 | 1936年 | 1937年 | 1938年 | 1939年 |
| 1990年代 | 1990年 | 1991年 | 1992年 | 1993年 | 1994年 | 1995年 | 1996年 | 1997年 | 1998年 | 1999年 |
| 2000年代 | 2000年 | 2001年 | 2002年 | 2003年 | 2004年 | 2005年 | 2006年 | 2007年 | 2008年 | 2009年 |
| 2010年代 | 2010年 | 2011年 | 2012年 | 2013年 | 2014年 | 2015年 | 2016年 | 2017年 | 2018年 | 2019年 |
| 2020年代 | 2020年 | 2021年 | 2022年 | 2023年 | 2024年 | 2025年 | 2026年 | 2027年 | 2028年 | 2029年 |

## ナショナルチーム

### 男子
| チーム                 |      | 記録と統計 | 記録と統計 | 記録と統計 | 記録と統計 |
| サッカー日本代表       | 選手 | 監督       | 成績       | 試合結果   |            |
| U-23サッカー日本代表   | 選手 | 監督       | 成績       | 試合結果   |            |
| U-20サッカー日本代表   | 選手 | 監督       | 成績       | 試合結果   |            |
| U-17サッカー日本代表   | 選手 | 監督       | 成績       | 試合結果   |            |
| フットサル日本代表     | 選手 | 監督       | 成績       | 試合結果   |            |
| ビーチサッカー日本代表 | 選手 | 監督       | 成績       | 試合結果   |            |
| サッカーe日本代表      | 選手 | —          | 成績       | 試合結果   |            |

### 女子
| チーム                   |      | 記録と統計 | 記録と統計 | 記録と統計 | 記録と統計 |
| サッカー日本女子代表     | 選手 | 監督       | 成績       | 試合結果   |            |
| U-20サッカー日本女子代表 | 選手 | 監督       | 成績       | 試合結果   |            |
| U-17サッカー日本女子代表 | 選手 | 監督       | 成績       | 試合結果   |            |
| フットサル日本女子代表   | 選手 | 監督       | 成績       | 試合結果   |            |

## 大会

### 国際大会

#### ナショナルチーム

##### A代表 / U-23代表 / 女子A代表
| 名称                                |                  | 前回優勝（回数） |
| キリンカップサッカー 2022（詳細）   | チュニジア（初） |                  |
| キリンチャレンジカップ 2025（詳細） | ―                |                  |
| 女子                                |                  |                  |
| MS＆ADカップ 2025（詳細）           |                  | ―                |

##### U-20代表 / U-17代表
| 名称                                              |                           | 前回優勝（回数） |
| SBSカップ 国際ユースサッカー 2025（詳細）         | U-18アルゼンチン代表（2） |                  |
| 国際ユースサッカーin新潟 2025（詳細）             | U-17日本代表              |                  |
| U-16インターナショナルドリームカップ 2025（詳細） | U-16日本代表（5）         |                  |

#### クラブチーム

##### 1種 (一般)
| 名称                                                      |  | 前回優勝（回数） |
| Jリーグカップ/コパ・スダメリカーナ王者決定戦 2019（詳細） |  |                  |
| さいたまシティカップ 2022（詳細）                         |  |                  |

##### 2種 (高校生年代)
| 名称                                               |  | 前回優勝（回数） |
| Jリーグインターナショナルユースカップ 2025（詳細） |  |                  |

### 国内大会

#### 1種 (一般)
| 名称                                               | ウェブサイト |                                | 前回優勝           | 回数      |  | 最新シーズン |
| リーグ戦                                           |              |                                |                    |           |  |              |
| J1リーグ                                           | 公式         |                                | ヴィッセル神戸     | 2         |  | 2025 詳細    |
| J2リーグ                                           | 公式         | 清水エスパルス                 | 初                 | 2025 詳細 |  |              |
| J3リーグ                                           | 公式         | RB大宮アルディージャ           | 初                 | 2025 詳細 |  |              |
| 日本フットボールリーグ（JFL）                      | 公式         | 栃木シティFC                   | 初                 | 2025 詳細 |  |              |
| カップ戦                                           |              |                                |                    |           |  |              |
| スーパーカップ (日本サッカー)                      | 公式         |                                | サンフレッチェ広島 | 5         |  | 2025 詳細    |
| Jリーグカップ                                      | 公式         | 名古屋グランパス               | 2                  | 2025 詳細 |  |              |
| 天皇杯 JFA 全日本サッカー選手権大会                | 公式         | ヴィッセル神戸                 | 2                  | 2025 詳細 |  |              |
| 国民スポーツ大会(サッカー競技)                     | 公式         | 成年男子                       | 成年男子           | 2025 詳細 |  |              |
| 国民スポーツ大会(サッカー競技)                     | 公式         | ―                              | ―                  | 2025 詳細 |  |              |
| 国民スポーツ大会(サッカー競技)                     | 公式         | 少年男子                       |                    | 2025 詳細 |  |              |
| 国民スポーツ大会(サッカー競技)                     | 公式         | 広島県                         | 2                  | 2025 詳細 |  |              |
| 全国地域サッカーチャンピオンズリーグ（プレーオフ） | 公式         | 飛鳥FC（JFLへ昇格）            | 初                 | 2025 詳細 |  |              |
| 全国クラブチームサッカー選手権大会                 | 公式         | 古河シティFC                   | 初                 | 2025 詳細 |  |              |
| 全国社会人サッカー選手権大会                       | 公式         | JAPANサッカーカレッジ          | 初                 | 2025 詳細 |  |              |
| 全国自治体職員サッカー選手権大会                   | 公式         | 藤枝市役所                     | 35                 | 2025 詳細 |  |              |
| 全国自衛隊サッカー大会                             | 公式         | 海自厚木マーカス               | 21                 | 2025 詳細 |  |              |
| 日本スポーツマスターズ(サッカー競技)               | 公式         | O-35埼玉県選抜                 | 初                 | 2025 詳細 |  |              |
| 全日本大学サッカー選手権大会                       | 公式         | 東洋大学                       | 初                 | 2025 詳細 |  |              |
| 総理大臣杯 全日本大学サッカートーナメント          | 公式         | 阪南大学                       | 3                  | 2025 詳細 |  |              |
| デンソーカップチャレンジサッカー                   | 公式         | 関東選抜B                      | 4                  | 2025 詳細 |  |              |
| 全国高等専門学校サッカー選手権大会                 | 公式         | 呉工業高等専門学校             | 2                  | 2025 詳細 |  |              |
| 全国専門学校サッカー選手権                         | 公式         | 履正社スポーツ専門学校北大阪校 | 6                  | 2025 詳細 |  |              |

#### 2種 (高校生年代)
| 名称                                     | ウェブサイト |                  | 前回優勝             | 回数      |  | 最新シーズン |
| リーグ戦                                 |              |                  |                      |           |  |              |
| 高円宮杯 JFA U-18サッカープレミアリーグ  | 公式         |                  | 熊本県立大津高等学校 | 初        |  | 2025 詳細    |
| 高円宮杯 JFA U-18サッカープリンスリーグ  | 公式         | —                | —                    | 2025 詳細 |  |              |
| カップ戦                                 |              |                  |                      |           |  |              |
| NEXT GENERATION MATCH                    | 公式         |                  | 日本高校サッカー選抜 | 5         |  | 終了         |
| 全国高等学校サッカー選手権大会           | 公式         | 前橋育英高等学校 | 2                    | 2025 詳細 |  |              |
| 全国高等学校総合体育大会(サッカー競技)   | 公式         | 昌平高等学校     | 初                   | 2025 詳細 |  |              |
| 全国高等学校定時制通信制サッカー大会     | 公式         | 星槎国際立川     | 初                   | 2025 詳細 |  |              |
| 日本クラブユースサッカー選手権(U-18)大会 | 公式         | ガンバ大阪       | 5                    | 2025 詳細 |  |              |
| 国民スポーツ大会(サッカー競技)           | 公式         | 広島県           | 2                    | 2025 詳細 |  |              |

#### 3種 (中学生年代)
| 名称                                                    | ウェブサイト |                          | 前回優勝                 | 回数      |  | 最新シーズン |
| リーグ戦                                                |              |                          |                          |           |  |              |
| U-13地域サッカーリーグ                                  | 公式         |                          | —                        | —         |  | 2025 詳細    |
| カップ戦                                                |              |                          |                          |           |  |              |
| 高円宮杯 JFA 全日本U-15サッカー選手権大会               | 公式         |                          | 浦和レッズジュニアユース | 3         |  | 2025 詳細    |
| 全国中学校体育大会／全国中学校サッカー大会              | 公式         | 神村学園中等部           | 3                        | 2025 詳細 |  |              |
| 日本クラブユースサッカー選手権(U-15)大会                | 公式         | 川崎フロンターレU-15生田 | 初                       | 2025 詳細 |  |              |
| メニコンカップ 日本クラブユースサッカー東西対抗戦(U-15) | 公式         | ALL EAST                 |                          | 2025 詳細 |  |              |

#### 4種 (小学生年代)
| 名称                             | ウェブサイト |  | 前回優勝               | 回数 |  | 最新シーズン |
| カップ戦                         |              |  |                        |      |  |              |
| JFA 全日本U-12サッカー選手権大会 | 公式         |  | 東京ヴェルディジュニア | 4    |  | 2025 詳細    |

#### 女子
| 名称                                           | ウェブサイト |                                    | 前回優勝                           | 回数      |  | 最新シーズン |
| リーグ戦                                       |              |                                    |                                    |           |  |              |
| WEリーグ                                       | 公式         |                                    | 浦和レッドダイヤモンズ・レディース | 2         |  | 2024-25 詳細 |
| なでしこリーグ1部                              | 公式         | ヴィアマテラス宮崎                 | 初                                 | 2025 詳細 |  |              |
| なでしこリーグ2部                              | 公式         | 岡山湯郷Belle                      | 初                                 | 2025 詳細 |  |              |
| JFA U-15女子サッカーリーグ                     | 公式         | —                                  | —                                  | 2025 詳細 |  |              |
| カップ戦                                       |              |                                    |                                    |           |  |              |
| WEリーグカップ                                 | 公式         |                                    | サンフレッチェ広島レジーナ         | 2         |  | 2025-26 詳細 |
| 皇后杯 JFA 全日本女子サッカー選手権大会        | 公式         | 浦和レッドダイヤモンズ・レディース | 2                                  | 2025 詳細 |  |              |
| JFA 全日本O-30女子サッカー大会                 | 公式         | シュピニー大阪                     | 初                                 | 2025 詳細 |  |              |
| JFA O-40女子サッカーオープン大会               | 公式         | 小平サッカークラブ                 |                                    | 2025 詳細 |  |              |
| 全日本大学女子サッカー選手権大会               | 公式         | 日本体育大学                       | 19                                 | 2025 詳細 |  |              |
| JFA U-18女子サッカーファイナルズ               | 公式         | 日テレ・東京ヴェルディメニーナ     | 2                                  | 2025 詳細 |  |              |
| JFA 全日本U-18女子サッカー選手権大会           | 公式         | 日テレ・東京ヴェルディメニーナ     | 11                                 | 2025 詳細 |  |              |
| 高円宮妃杯 JFA全日本U-15女子サッカー選手権大会 | 公式         | セレッソ大阪ヤンマーガールズU-15   | 2                                  | 2025 詳細 |  |              |
| 全日本高等学校女子サッカー選手権大会           | 公式         | 藤枝順心高等学校                   | 8                                  | 2025 詳細 |  |              |
| 全国高等学校総合体育大会(サッカー競技)         | 公式         | 藤枝順心高等学校                   | 3                                  | 2025 詳細 |  |              |
| 国民スポーツ大会(サッカー競技)                 | 公式         | 成年女子                           | 成年女子                           | 2025 詳細 |  |              |
| 国民スポーツ大会(サッカー競技)                 | 公式         | 広島県                             | 初                                 | 2025 詳細 |  |              |
| 国民スポーツ大会(サッカー競技)                 | 公式         | 少年女子                           |                                    | 2025 詳細 |  |              |
| 国民スポーツ大会(サッカー競技)                 | 公式         | 静岡県                             | 初                                 | 2025 詳細 |  |              |
| 日本クラブユース女子サッカー大会（U-18）       | 公式         | 日テレ・東京ヴェルディメニーナ     | 2                                  | 2025 詳細 |  |              |

#### シニア
| 名称                                           | ウェブサイト |                    | 前回優勝  | 回数      |  | 最新シーズン |
| カップ戦                                       |              |                    |           |           |  |              |
| JFA 全日本O-40サッカー大会                     | 公式         |                    | FC.西武台 | 初        |  | 2025 詳細    |
| JFA 全日本O-50サッカー大会                     | 公式         | T・ドリームス50    | 2         | 2025 詳細 |  |              |
| JFA 全日本O-60サッカー大会                     | 公式         | T Dreams-60        | 初        | 2025 詳細 |  |              |
| JFA 全日本O-70サッカー大会                     | 公式         | 兵庫県シニア70選抜 |           | 2025 詳細 |  |              |
| 全国健康福祉祭サッカー交流大会(ねんりんピック) | 公式         |                    |           | 2025 詳細 |  |              |

#### フットサル
| 名称                                                | ウェブサイト |                                | 前回優勝                         | 回数         |  | 最新シーズン |
| リーグ戦                                            |              |                                |                                  |              |  |              |
| F1リーグ（Fリーグ）                                 | 公式         |                                |                                  |              |  | 2025-26 詳細 |
| F2リーグ（Fリーグ）                                 | 公式         | ボアルース長野                 | 2                                | 2025-26 詳細 |  |              |
| リーグ戦（女子）                                    |              |                                |                                  |              |  |              |
| 女子Fリーグ                                         | 公式         |                                | バルドラール浦安ラス・ボニータス | 5            |  | 2025-26 詳細 |
| カップ戦                                            |              |                                |                                  |              |  |              |
| Fリーグ オーシャンカップ                            | 公式         |                                | 名古屋オーシャンズ               | 11           |  | 2025 詳細    |
| JFA 全日本フットサル選手権大会                      | 公式         | 名古屋オーシャンズ             | 7                                | 2025 詳細    |  |              |
| JFA 全日本女子フットサル選手権大会                  | 公式         | SWHレディース西宮              | 3                                | 2025 詳細    |  |              |
| 自衛隊女子フットサル大会                            | 公式         | NICCA（空自千歳）              |                                  | 2025 詳細    |  |              |
| 全日本大学フットサル大会                            | 公式         | 大阪成蹊大学フットサル部       | 3                                | 2025 詳細    |  |              |
| JFA 全日本U-18フットサル選手権大会                  | 公式         | フウガドールすみだファルコンズ | 初                               | 2025 詳細    |  |              |
| JFA 全日本U-15フットサル選手権大会                  | 公式         | 長岡JYFC                       | 6                                | 2026 詳細    |  |              |
| JFA 全日本U-15女子フットサル選手権大会              | 公式         | 京都精華学園中学校             | 初                               | 2026 詳細    |  |              |
| JFA バーモントカップ 全日本U-12フットサル選手権大会 | 公式         | 戸塚FCジュニア                 | 初                               | 2025 詳細    |  |              |

#### ビーチサッカー
| 名称                         | ウェブサイト |  | 前回優勝     | 回数 |  | 最新シーズン |
| カップ戦                     |              |  |              |      |  |              |
| JFA 全日本ビーチサッカー大会 | 公式         |  | レーヴェ横浜 | 初   |  | 2025 詳細    |

### リーグ構成

#### 男子（一般）
| レベル | リーグ                                                                                      | リーグ                                                                                      | リーグ                                                                                      | リーグ                                                                                      | リーグ                                                                                      | リーグ                                                                                      | リーグ                                                                                      | リーグ                                                                                      | リーグ                                                                                      | リーグ                                                                                      |
| ------ | ------------------------------------------------------------------------------------------- | ------------------------------------------------------------------------------------------- | ------------------------------------------------------------------------------------------- | ------------------------------------------------------------------------------------------- | ------------------------------------------------------------------------------------------- | ------------------------------------------------------------------------------------------- | ------------------------------------------------------------------------------------------- | ------------------------------------------------------------------------------------------- | ------------------------------------------------------------------------------------------- | ------------------------------------------------------------------------------------------- |
| 1      | J1リーグ 2025年のJ1リーグ 開催期間: 2月23日 - 12月8日                                       | J1リーグ 2025年のJ1リーグ 開催期間: 2月23日 - 12月8日                                       | J1リーグ 2025年のJ1リーグ 開催期間: 2月23日 - 12月8日                                       | J1リーグ 2025年のJ1リーグ 開催期間: 2月23日 - 12月8日                                       | J1リーグ 2025年のJ1リーグ 開催期間: 2月23日 - 12月8日                                       | J1リーグ 2025年のJ1リーグ 開催期間: 2月23日 - 12月8日                                       | J1リーグ 2025年のJ1リーグ 開催期間: 2月23日 - 12月8日                                       | J1リーグ 2025年のJ1リーグ 開催期間: 2月23日 - 12月8日                                       | J1リーグ 2025年のJ1リーグ 開催期間: 2月23日 - 12月8日                                       | J1リーグ 2025年のJ1リーグ 開催期間: 2月23日 - 12月8日                                       |
| 2      | J2リーグ 2025年のJ2リーグ 開催期間: 2月23日 - 11月10日                                      | J2リーグ 2025年のJ2リーグ 開催期間: 2月23日 - 11月10日                                      | J2リーグ 2025年のJ2リーグ 開催期間: 2月23日 - 11月10日                                      | J2リーグ 2025年のJ2リーグ 開催期間: 2月23日 - 11月10日                                      | J2リーグ 2025年のJ2リーグ 開催期間: 2月23日 - 11月10日                                      | J2リーグ 2025年のJ2リーグ 開催期間: 2月23日 - 11月10日                                      | J2リーグ 2025年のJ2リーグ 開催期間: 2月23日 - 11月10日                                      | J2リーグ 2025年のJ2リーグ 開催期間: 2月23日 - 11月10日                                      | J2リーグ 2025年のJ2リーグ 開催期間: 2月23日 - 11月10日                                      | J2リーグ 2025年のJ2リーグ 開催期間: 2月23日 - 11月10日                                      |
| 3      | J3リーグ 2025年のJ3リーグ 開催期間: 2月23日 - 11月24日                                      | J3リーグ 2025年のJ3リーグ 開催期間: 2月23日 - 11月24日                                      | J3リーグ 2025年のJ3リーグ 開催期間: 2月23日 - 11月24日                                      | J3リーグ 2025年のJ3リーグ 開催期間: 2月23日 - 11月24日                                      | J3リーグ 2025年のJ3リーグ 開催期間: 2月23日 - 11月24日                                      | J3リーグ 2025年のJ3リーグ 開催期間: 2月23日 - 11月24日                                      | J3リーグ 2025年のJ3リーグ 開催期間: 2月23日 - 11月24日                                      | J3リーグ 2025年のJ3リーグ 開催期間: 2月23日 - 11月24日                                      | J3リーグ 2025年のJ3リーグ 開催期間: 2月23日 - 11月24日                                      | J3リーグ 2025年のJ3リーグ 開催期間: 2月23日 - 11月24日                                      |
| 4      | 日本フットボールリーグ（JFL） 第27回日本フットボールリーグ 開催期間: 3月9日/10日 - 11月24日 | 日本フットボールリーグ（JFL） 第27回日本フットボールリーグ 開催期間: 3月9日/10日 - 11月24日 | 日本フットボールリーグ（JFL） 第27回日本フットボールリーグ 開催期間: 3月9日/10日 - 11月24日 | 日本フットボールリーグ（JFL） 第27回日本フットボールリーグ 開催期間: 3月9日/10日 - 11月24日 | 日本フットボールリーグ（JFL） 第27回日本フットボールリーグ 開催期間: 3月9日/10日 - 11月24日 | 日本フットボールリーグ（JFL） 第27回日本フットボールリーグ 開催期間: 3月9日/10日 - 11月24日 | 日本フットボールリーグ（JFL） 第27回日本フットボールリーグ 開催期間: 3月9日/10日 - 11月24日 | 日本フットボールリーグ（JFL） 第27回日本フットボールリーグ 開催期間: 3月9日/10日 - 11月24日 | 日本フットボールリーグ（JFL） 第27回日本フットボールリーグ 開催期間: 3月9日/10日 - 11月24日 | 日本フットボールリーグ（JFL） 第27回日本フットボールリーグ 開催期間: 3月9日/10日 - 11月24日 |
| 5      | 地域リーグ 2025年の地域リーグ 開催期間: 不明                                                | 地域リーグ 2025年の地域リーグ 開催期間: 不明                                                | 地域リーグ 2025年の地域リーグ 開催期間: 不明                                                | 地域リーグ 2025年の地域リーグ 開催期間: 不明                                                | 地域リーグ 2025年の地域リーグ 開催期間: 不明                                                | 地域リーグ 2025年の地域リーグ 開催期間: 不明                                                | 地域リーグ 2025年の地域リーグ 開催期間: 不明                                                | 地域リーグ 2025年の地域リーグ 開催期間: 不明                                                | 地域リーグ 2025年の地域リーグ 開催期間: 不明                                                | 地域リーグ 2025年の地域リーグ 開催期間: 不明                                                |
| 5      | 北海道SL                                                                                    | 東北SL 1部                                                                                  | 東北SL 1部                                                                                  | 関東SL 1部                                                                                  | 北信越FL 1部                                                                                | 東海SL 1部                                                                                  | 関西SL 1部                                                                                  | 中国SL                                                                                      | 四国SL                                                                                      | 九州SL                                                                                      |
| 5      | ブロックL                                                                                   | 東北SL 2部 北                                                                               | 東北SL 2部 南                                                                               | 関東SL 2部                                                                                  | 北信越FL 2部                                                                                | 東海SL 2部                                                                                  | 関西SL 2部                                                                                  | 中国SL                                                                                      | 四国SL                                                                                      | 九州SL                                                                                      |
| 6-     | 都道府県リーグ                                                                              | 都道府県リーグ                                                                              | 都道府県リーグ                                                                              | 都道府県リーグ                                                                              | 都道府県リーグ                                                                              | 都道府県リーグ                                                                              | 都道府県リーグ                                                                              | 都道府県リーグ                                                                              | 都道府県リーグ                                                                              | 都道府県リーグ                                                                              |
| 6-     | 地区L 1部                                                                                   | 県L 1部                                                                                     | 県L 1部                                                                                     | 都/県L 1部                                                                                  | 県L 1部                                                                                     | 県L 1部                                                                                     | 府/県L 1部                                                                                  | 県L 1部                                                                                     | 県L 1部                                                                                     | 県L 1部                                                                                     |

#### 女子（一般）
| レベル | リーグ                                                                     | リーグ                                                                     | リーグ                                                                     | リーグ                                                                     | リーグ                                                                     | リーグ                                                                     | リーグ                                                                     | リーグ                                                                     | リーグ                                                                     |
| ------ | -------------------------------------------------------------------------- | -------------------------------------------------------------------------- | -------------------------------------------------------------------------- | -------------------------------------------------------------------------- | -------------------------------------------------------------------------- | -------------------------------------------------------------------------- | -------------------------------------------------------------------------- | -------------------------------------------------------------------------- | -------------------------------------------------------------------------- |
| 1      | WEリーグ 2024-25シーズンのWEリーグ 開催期間: 2024年9月14日 - 2025年5月17日 | WEリーグ 2024-25シーズンのWEリーグ 開催期間: 2024年9月14日 - 2025年5月17日 | WEリーグ 2024-25シーズンのWEリーグ 開催期間: 2024年9月14日 - 2025年5月17日 | WEリーグ 2024-25シーズンのWEリーグ 開催期間: 2024年9月14日 - 2025年5月17日 | WEリーグ 2024-25シーズンのWEリーグ 開催期間: 2024年9月14日 - 2025年5月17日 | WEリーグ 2024-25シーズンのWEリーグ 開催期間: 2024年9月14日 - 2025年5月17日 | WEリーグ 2024-25シーズンのWEリーグ 開催期間: 2024年9月14日 - 2025年5月17日 | WEリーグ 2024-25シーズンのWEリーグ 開催期間: 2024年9月14日 - 2025年5月17日 | WEリーグ 2024-25シーズンのWEリーグ 開催期間: 2024年9月14日 - 2025年5月17日 |
| 2      | なでしこリーグ1部 2024 日本女子サッカーリーグ 開催期間: 3月16日 - 10月20日 | なでしこリーグ1部 2024 日本女子サッカーリーグ 開催期間: 3月16日 - 10月20日 | なでしこリーグ1部 2024 日本女子サッカーリーグ 開催期間: 3月16日 - 10月20日 | なでしこリーグ1部 2024 日本女子サッカーリーグ 開催期間: 3月16日 - 10月20日 | なでしこリーグ1部 2024 日本女子サッカーリーグ 開催期間: 3月16日 - 10月20日 | なでしこリーグ1部 2024 日本女子サッカーリーグ 開催期間: 3月16日 - 10月20日 | なでしこリーグ1部 2024 日本女子サッカーリーグ 開催期間: 3月16日 - 10月20日 | なでしこリーグ1部 2024 日本女子サッカーリーグ 開催期間: 3月16日 - 10月20日 | なでしこリーグ1部 2024 日本女子サッカーリーグ 開催期間: 3月16日 - 10月20日 |
| 3      | なでしこリーグ2部 2024 日本女子サッカーリーグ 開催期間: 3月16日 - 10月26日 | なでしこリーグ2部 2024 日本女子サッカーリーグ 開催期間: 3月16日 - 10月26日 | なでしこリーグ2部 2024 日本女子サッカーリーグ 開催期間: 3月16日 - 10月26日 | なでしこリーグ2部 2024 日本女子サッカーリーグ 開催期間: 3月16日 - 10月26日 | なでしこリーグ2部 2024 日本女子サッカーリーグ 開催期間: 3月16日 - 10月26日 | なでしこリーグ2部 2024 日本女子サッカーリーグ 開催期間: 3月16日 - 10月26日 | なでしこリーグ2部 2024 日本女子サッカーリーグ 開催期間: 3月16日 - 10月26日 | なでしこリーグ2部 2024 日本女子サッカーリーグ 開催期間: 3月16日 - 10月26日 | なでしこリーグ2部 2024 日本女子サッカーリーグ 開催期間: 3月16日 - 10月26日 |
| 4      | 地域リーグ 2024年の地域リーグ 開催期間: 不明                               | 地域リーグ 2024年の地域リーグ 開催期間: 不明                               | 地域リーグ 2024年の地域リーグ 開催期間: 不明                               | 地域リーグ 2024年の地域リーグ 開催期間: 不明                               | 地域リーグ 2024年の地域リーグ 開催期間: 不明                               | 地域リーグ 2024年の地域リーグ 開催期間: 不明                               | 地域リーグ 2024年の地域リーグ 開催期間: 不明                               | 地域リーグ 2024年の地域リーグ 開催期間: 不明                               | 地域リーグ 2024年の地域リーグ 開催期間: 不明                               |
| 4      | 北海道WSL                                                                  | 東北WSL                                                                    | 関東WSL 1部                                                                | 北信越WSL                                                                  | 東海WSL 1部                                                                | 関西WSL 1部                                                                | 中国WSL                                                                    | 四国WSL                                                                    | 九州WSL 1部                                                                |
| 4      | 北海道WSL                                                                  | 東北WSL                                                                    | 関東WSL 2部                                                                | 北信越WSL                                                                  | 東海WSL 2部                                                                | 関西WSL 2部                                                                | 中国WSL                                                                    | 四国WSL                                                                    | 九州WSL 2部                                                                |
| 5-     | 都道府県リーグ                                                             | 都道府県リーグ                                                             | 都道府県リーグ                                                             | 都道府県リーグ                                                             | 都道府県リーグ                                                             | 都道府県リーグ                                                             | 都道府県リーグ                                                             | 都道府県リーグ                                                             | 都道府県リーグ                                                             |
| 5-     | 地区L                                                                      | 県L 1部                                                                    | 都/県L 1部                                                                 | 県L 1部                                                                    | 県L 1部                                                                    |                                                                            | 県L 1部                                                                    | 県L 1部                                                                    | 県L 1部                                                                    |

#### 男子（2種）
| レベル | リーグ | リーグ | リーグ | リーグ | リーグ | リーグ | リーグ | リーグ | リーグ | リーグ |
| ------ | --- | --- | --- | --- | --- | --- | --- | --- | --- | --- |
| 1      | 高円宮杯 JFA U-18サッカープレミアリーグ 高円宮杯 JFA U-18サッカープレミアリーグ 2024 開催期間: 2024年４月6日 - 12月15日 | 高円宮杯 JFA U-18サッカープレミアリーグ 高円宮杯 JFA U-18サッカープレミアリーグ 2024 開催期間: 2024年４月6日 - 12月15日 | 高円宮杯 JFA U-18サッカープレミアリーグ 高円宮杯 JFA U-18サッカープレミアリーグ 2024 開催期間: 2024年４月6日 - 12月15日 | 高円宮杯 JFA U-18サッカープレミアリーグ 高円宮杯 JFA U-18サッカープレミアリーグ 2024 開催期間: 2024年４月6日 - 12月15日 | 高円宮杯 JFA U-18サッカープレミアリーグ 高円宮杯 JFA U-18サッカープレミアリーグ 2024 開催期間: 2024年４月6日 - 12月15日 | 高円宮杯 JFA U-18サッカープレミアリーグ 高円宮杯 JFA U-18サッカープレミアリーグ 2024 開催期間: 2024年４月6日 - 12月15日 | 高円宮杯 JFA U-18サッカープレミアリーグ 高円宮杯 JFA U-18サッカープレミアリーグ 2024 開催期間: 2024年４月6日 - 12月15日 | 高円宮杯 JFA U-18サッカープレミアリーグ 高円宮杯 JFA U-18サッカープレミアリーグ 2024 開催期間: 2024年４月6日 - 12月15日 | 高円宮杯 JFA U-18サッカープレミアリーグ 高円宮杯 JFA U-18サッカープレミアリーグ 2024 開催期間: 2024年４月6日 - 12月15日 | 高円宮杯 JFA U-18サッカープレミアリーグ 高円宮杯 JFA U-18サッカープレミアリーグ 2024 開催期間: 2024年４月6日 - 12月15日 |
| 2      | 高円宮杯 JFA U-18サッカープリンスリーグ 高円宮杯 JFA U-18サッカープリンスリーグ 2024 開催期間: 不明                     | 高円宮杯 JFA U-18サッカープリンスリーグ 高円宮杯 JFA U-18サッカープリンスリーグ 2024 開催期間: 不明                     | 高円宮杯 JFA U-18サッカープリンスリーグ 高円宮杯 JFA U-18サッカープリンスリーグ 2024 開催期間: 不明                     | 高円宮杯 JFA U-18サッカープリンスリーグ 高円宮杯 JFA U-18サッカープリンスリーグ 2024 開催期間: 不明                     | 高円宮杯 JFA U-18サッカープリンスリーグ 高円宮杯 JFA U-18サッカープリンスリーグ 2024 開催期間: 不明                     | 高円宮杯 JFA U-18サッカープリンスリーグ 高円宮杯 JFA U-18サッカープリンスリーグ 2024 開催期間: 不明                     | 高円宮杯 JFA U-18サッカープリンスリーグ 高円宮杯 JFA U-18サッカープリンスリーグ 2024 開催期間: 不明                     | 高円宮杯 JFA U-18サッカープリンスリーグ 高円宮杯 JFA U-18サッカープリンスリーグ 2024 開催期間: 不明                     | 高円宮杯 JFA U-18サッカープリンスリーグ 高円宮杯 JFA U-18サッカープリンスリーグ 2024 開催期間: 不明                     | 高円宮杯 JFA U-18サッカープリンスリーグ 高円宮杯 JFA U-18サッカープリンスリーグ 2024 開催期間: 不明                     |
| 3      | 高円宮杯 JFA U-18サッカー都道府県リーグ 開催期間: 不明                                                                  | 高円宮杯 JFA U-18サッカー都道府県リーグ 開催期間: 不明                                                                  | 高円宮杯 JFA U-18サッカー都道府県リーグ 開催期間: 不明                                                                  | 高円宮杯 JFA U-18サッカー都道府県リーグ 開催期間: 不明                                                                  | 高円宮杯 JFA U-18サッカー都道府県リーグ 開催期間: 不明                                                                  | 高円宮杯 JFA U-18サッカー都道府県リーグ 開催期間: 不明                                                                  | 高円宮杯 JFA U-18サッカー都道府県リーグ 開催期間: 不明                                                                  | 高円宮杯 JFA U-18サッカー都道府県リーグ 開催期間: 不明                                                                  | 高円宮杯 JFA U-18サッカー都道府県リーグ 開催期間: 不明                                                                  | 高円宮杯 JFA U-18サッカー都道府県リーグ 開催期間: 不明                                                                  |

## 在外日本人の選手と指導者
- 在外日本人
- 国外のリーグに所属する日本人サッカー選手の一覧
- 国外のリーグで指揮する日本人サッカー指導者の一覧

## クラブチーム

### 試合
1888年（明治21年）神戸旧居留地の内外人公園（東遊園地）で行われた、神戸レガッタ・アンド・アスレチッククラブと横浜クリケット・アンド・アスレチッククラブとの試合が、日本最古のサッカー公式試合として記録に残っている。また、東京高師が関東地方最初のサッカーチームを結成した当初は関東地方では他の日本人チームは存在せず、試合相手は外国人チームが常であった。
この他にも東京高師は他校（主に同じ師範学校）を訪問してサッカーの指導を行うなど、その普及にも努めた。その結果1906年（明治39年）に東京府師範学校（後に東京府青山師範学校と改称。以下青山師範とする）でもサッカー部が誕生し、翌年6月1日には東京高師と青山師範の間で日本人チーム同士による関東地方最初の試合が行われた。これは試合時間が40分×3で行われるなど練習試合の意味合いが強いものであったが、同年11月16日には90分での試合が両校の間で実施されており、これが関東地方での最初の対抗戦であったと考えられる。

### チーム
1889年、神戸市の兵庫県尋常師範学校（後の御影師範学校、現在の神戸大学）にサッカーチームが創設された。これが、日本では最初となる日本人だけのチームである。また、関東地方では1896年には高等師範学校（1902年東京高等師範学校に改称、現在の筑波大学、以下東京高師とする）に「フートボール部」が創設された。

### 大会
1922年、大学チームの定期的な試合の開催によるレベルアップを狙って日本で最初のリーグ戦である「専門学校蹴球リーグ戦」が実施された。参加したのは東京高師の他、早稲田、東京帝国大学、東京商科大学（現一橋大学）など4チームであった。このリーグは1925年に「ア式蹴球東京コレッヂリーグ」となり、早稲田、東京帝大、東京商大に加えて、慶應義塾、法政、東京農業大学が1部に所属した。これが関東大学サッカーリーグ戦のルーツになっている。また、関西地区でも1924年に関西専門学校ア式蹴球リーグ（現在の関西学生サッカーリーグ）が創設され、関西学院、関西大学、神戸高商の3校が創設時に所属した。
現在、日本国内にはプロサッカーリーグである「日本プロサッカーリーグ」（Jリーグ）、アマチュアサッカーリーグの最高峰である「日本フットボールリーグ」（JFL）などのサッカーリーグが存在している。また、日本国内の高校サッカー部によって行われている「全国高等学校サッカー選手権大会」は国内で行われている数多のアマチュアサッカー大会の中でも著名な大会である。なお、J1・J2に所属する全チーム・JFLの前期リーグ戦終了時点の1位チーム・総理大臣杯全日本大学サッカートーナメントの優勝チーム・J3に所属するチームを含む各都道府県の代表チームらによって行われる「天皇杯全日本サッカー選手権大会」（天皇杯）は日本国内で行われるサッカー大会としては最大規模のサッカー大会である。
なお、大会によっては各登録カテゴリーにおいて重要な位置づけの大会が幾つか存在する。例えば、Jリーグに加盟するチームにとっては「Jリーグ」、「天皇杯」、「Jリーグカップ」の3大会が3大タイトルと言われている。ただ、登録カテゴリーが同じであっても、大会によっては対象チームを限定している大会もあるので注意が必要である。例えば、第2種（U-18）登録チームの大会としては、第2種登録の全てのチームに参加資格がある高円宮杯U-18サッカーリーグのほかに、第2種登録チームのうち高校サッカー部のみを参加対象に限定している「全国高等学校サッカー選手権大会」や、同じく第2種登録クラブチームのみを参加対象に限定している「日本クラブユースサッカー選手権 (U-18)大会」がある。

## 歴史

### 伝来
日本へのサッカーの伝来は、1872年に神戸市の外国人居留地で行われた試合が最初という説と1866年横浜市山手でイギリス軍が行った試合が初という説がある。試合の内容としては「軍人」VS「市民」「横浜市民3年以上」VS「横浜市民3年以下」などの編成であった。1873年、東京市京橋区築地の海軍兵学寮において、イギリス海軍中佐(Commander)アーチボルド・ルシアス・ダグラス を団長とする、イギリス海軍軍事顧問団(the Second British Naval Mission to Japan)が紹介した のを最初とする説もあるがはっきりしない。もう一つの説として、1874年、工学部工学寮（現在の東京大学工学部）のスコットランド人の測量技師ライマー・ジョーンズが体育教育の一環としてサッカーを教えたという説もある。なお、日本サッカー協会はダグラス"少佐"起源説を支持している。その後は神戸、横浜を中心とした外国との交易港のある街ではイギリス人を中心とする外国人によるサッカークラブが創設され、サッカーが行われていた。こうした港湾都市において最初の伝来が見られたことはスペインのバルセロナ、イタリアのジェノヴァ、ブラジルのリオデジャネイロと同一の例には枚挙の暇がない事である。
1870年代末になって富国強兵の一環として国民の健康な身体の維持、軍事教練の一環として「体育」、「体操」という概念の発芽が見られるようになった。1879年に体育教育の教員養成過程として設立されたのが体操伝習所である。体操伝習所の坪井玄道は1885年に著した『戸外遊戯法』の中でアソシエーション式フットボールを「フートボール」として紹介している。
また、サッカーが最初に師範学校、神戸市の御影師範学校で受容されたのは非常に重要な事であった。近畿地方がサッカー先進地となり、師範学校の交流を通じて東京高等師範学校（以下、東京高師）（現、筑波大学）をはじめ全国の師範学校もこれに追随する事に影響した。東京高師が日本最古のサッカーチームとして立ち上がることとなる。（1896）（元、筑波大学体育会蹴球部）そして1917年10月21日には、近畿の師範学校を中心として近畿蹴球大会が開催された。
この教員養成を行う師範学校で普及した事は、部員たちが卒業し各地で教員となることによって、波及的に全国の中等学校や高等学校に広まって行くという事に影響した。この中でも、やはり近畿地方では比較的サッカーの受容が早く、しかも府県内の中等学校で広範囲に行われた。中等学校でのサッカーの広まりを受けて、1918年に大阪府豊中村（現豊中市）の豊中グラウンドで第1回日本フートボール優勝大会が実施された。これが現在も続く全国高等学校サッカー選手権大会の始まりである。高校選手権は1975年まで、大阪、兵庫両府県を中心とする近畿地方で開催されていた。
女子サッカーは、1920年代に香川県立丸亀高等女学校の生徒たちが運動会の際、袴姿でサッカーをする様子を撮影した写真が現存しているが、その後、1960年代から現代サッカーを行う女性が少しずつ見られはじめていった。

### 黎明期
1917年、東京高等師範学校が第3回極東選手権競技大会のサッカー競技に出場した。これが、初めて日本を代表するチームが、国際試合を行った事例とされる。結果は中華民国代表に0対5、フィリピン代表に2対15と敗れた。1918年になると、全国高校サッカー選手権大会の前身となる日本フートボール大会が開催されるなど、この頃には数多くの国内大会が開かれるなど、この頃にはサッカーは日本国内である程度、普及していた。
また、1921年9月10日に日本サッカー協会の前身である大日本蹴球協会が創設され、また天皇杯全日本サッカー選手権大会の前身でもあるア式蹴球全国優勝競技会が開催されるなど、現在の日本のサッカーの基礎を形作るとも言える組織や大会も姿を見せていた。1923年の第6回極東選手権の試合は、日本で初めての国際Aマッチの試合として認定されている。1927年の第8回極東選手権で、日本代表はフィリピンを破り、国際大会で初めての勝利を手にする。
1936年、日本代表はベルリンオリンピックにて初めてオリンピックのサッカー競技に出場した。ここで、日本代表は優勝候補の一つであったスウェーデン代表に勝利した（ベルリンの奇跡）。
1954 FIFAワールドカップ・予選で初めて日本はW杯の予選に参加した。なお、中華民国が出場を辞退したため日本は韓国と対戦するも、1分1敗の結果となり本戦出場は成らなかった。1960年ローマオリンピックにも出場したが、予選で敗退した。
1964年、日本代表は東京オリンピックに出場した。日本代表はグループDで戦い、ここでアルゼンチン代表を逆転で破るなどでグループDの争いに勝ち抜き、ベスト8の成績を残した。
1965年、日本サッカーリーグ（JSL）が開幕した。
1968年、日本代表はメキシコシティーオリンピックに出場し、3位決定戦で開催国のメキシコ代表を破り銅メダルを獲得した。これは、オリンピックのサッカーではアジア勢初のメダルだった。また、日本代表のスポーツマンシップには賞賛の声が寄せられフェアプレー賞を受賞した。この大会で釜本邦茂が大会得点王を獲得している。
だが、1970年代から1980年代は国際的な大会で目立った活躍を残せなかった。一方で、この時期には日本国内でさまざまな改革が行われており、後に日本サッカーが躍進する切っ掛けとなった時代でもあった。
1972年、東京で日本初の女子サッカークラブとなるFCジンナンが発足した。

### 1993年以降
1993年、日本プロサッカーリーグ（Jリーグ）が創設・開始された。1996年にはJリーグ百年構想を打ち出し、長期的な視点に立った日本のサッカーレベルの引き上げ、日本のサッカー文化の向上を目標に掲げた。
1997年11月、1998 FIFAワールドカップ アジア第3代表決定戦（ジョホールバルの歓喜）でイラン代表を破り、W杯初出場を決めた。1998 FIFAワールドカップ本大会は3戦全敗に終わったが、中山雅史がジャマイカ代表戦で日本代表としてのW杯初得点を記録した。
2002 FIFAワールドカップのロシア代表戦でW杯初勝利を挙げた。
女子サッカーにおいてはサッカー日本女子代表は世界トップクラスの実力を備えており、2011年のドイツワールドカップでは優勝を果たしている。他にも2012年ロンドンオリンピックで銀メダルに輝き、2014 AFC女子アジアカップで優勝するなど数々のタイトルを獲得している。

## 統括組織
現在、日本国内におけるほぼ全てのサッカー競技に関する事象を統括している統括組織が「公益財団法人日本サッカー協会」(Japan Football Association; JFA)である。
1921年9月10日に前身となる「大日本蹴球協会」が設立され、1929年5月17日に、国際サッカー連盟(FIFA)に加盟した。ただ、1940年頃には第二次世界大戦の戦局が次第に激しくなり、サッカーを含めた欧米型のスポーツ競技は「敵性文化の象徴」という理由から当時の日本政府によって次々と国内で行われる事が廃止された影響もあり、ほぼ同時期に「大日本蹴球協会」がFIFAを脱退することになった。1942年4月、戦況悪化で大日本體育協會が財団法人大日本体育会に再編成され、「大日本蹴球協会」は、他競技団体と共にその部会(「蹴球部会」)となり一時消滅した。1945年9月2日、第二次世界大戦終結。第二次世界大戦終結後の1945年11月13日、FIFAに会費が払えなかったため、FIFAから資格停止処分を受けた。1947年4月1日に、「日本蹴球協会」へと名称変更した上で再発足し、1950年9月23日にFIFAに同名称で再加盟した。1974年8月31日に財団法人となり、「財団法人日本サッカー協会」(JFA)に名称変更した。このことにより、協会誕生より53年間の任意団体状態から脱却した。2012年4月1日よりJFAは、財団法人から公益財団法人へ移行し、文部科学省から完全に独立した。
日本サッカー協会（JFA）は、サッカーに携わる全ての人々を「サッカーを愛する仲間＝サッカーファミリー」として迎え入れ、JFAからメリットを積極的に提供することでサッカーファミリーの拡大を推進。2015年には、サッカーファミリーは526万人になっている。新たに設定した「JFAの目標2030」では、2030年にサッカーファミリーが800万人になることを目標に掲げている。2019年度の情報は次の通り。サッカー登録チーム数は27,670チーム、選手数は878,072人、監督者数は10,433人、審判員数は、281,125人となる。

## 競技人口
日本サッカー協会が発表した統計によると、サッカーの2010年度の登録選手数は900,880人、登録チーム数は28,588チームにものぼる。内訳は男子サッカーの場合（シニアを除く）、2010年度の登録選手数は856,425人、登録チーム数は26638チーム。女子サッカーの場合（シニアを除く）、2010年度登録選手数は25,278人、登録チーム数は1,226チーム。シニアの場合、2010年度の登録選手数は19,177人、登録チーム数は724チーム。フットサルの2010年度の登録選手数は125,608人である（日本サッカー協会は2008年まで男女別で記録していたが、現在は男女合わせての記録）。日本サッカー協会に登録していない選手やチームも数多く、実数はさらに多いと推測される。
「平成28年社会生活基本調査 生活行動に関する結果」によれば、過去1年間にサッカーをした人は、野球や卓球よりも少なく、サッカーの行動者率は若い人ほど高く、社会人になると急激に落ち込み、会社で管理職になる頃には大半の人が離れてしまっている現状である。一方で、40歳以上の選手を対象とするシニアサッカーへの関心が高まっている。
日本国内では、静岡県が特にサッカーが盛んな土地として知られる。静岡県は数々の名選手を輩出しており、2009年まで、Jリーグの選手の出身地では静岡県がトップであった。また1998年のフランスワールドカップでは、代表22人のうち9人が静岡県の出身者であった。